# 龟户天神社

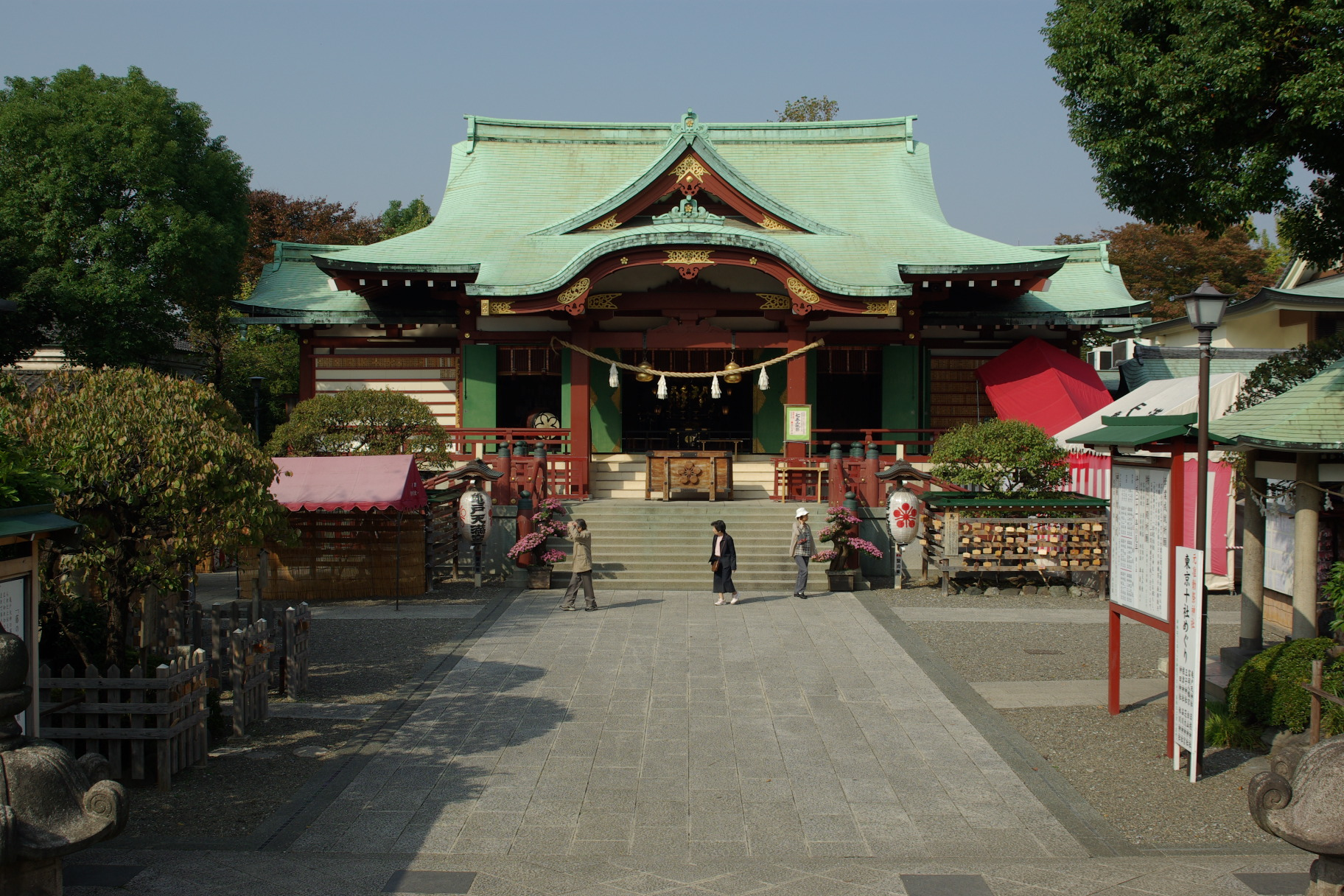
龟户天神社

龟户天神社（日语：亀戸天神社，かめいどてんじんじゃ）是一所位于日本东京都江东区龟户的神社（天满宫）。此神社祭祀着学问之神菅原道真，一般也被称为龟户天神、龟户天满宫或东宰府天满宫。自江戶時代以來即是知名的賞紫藤景點，並出現在浮世繪畫師歌川廣重的作品「名所江戶百景」中。

具体地址为东京都江东区龟户3丁目6番1号，创立于宽文元年（1661年）。

## 参观时间、参观费
- 24小时开放，免费
- 紫藤花祭的夜间点灯时间为夜晚9点为止

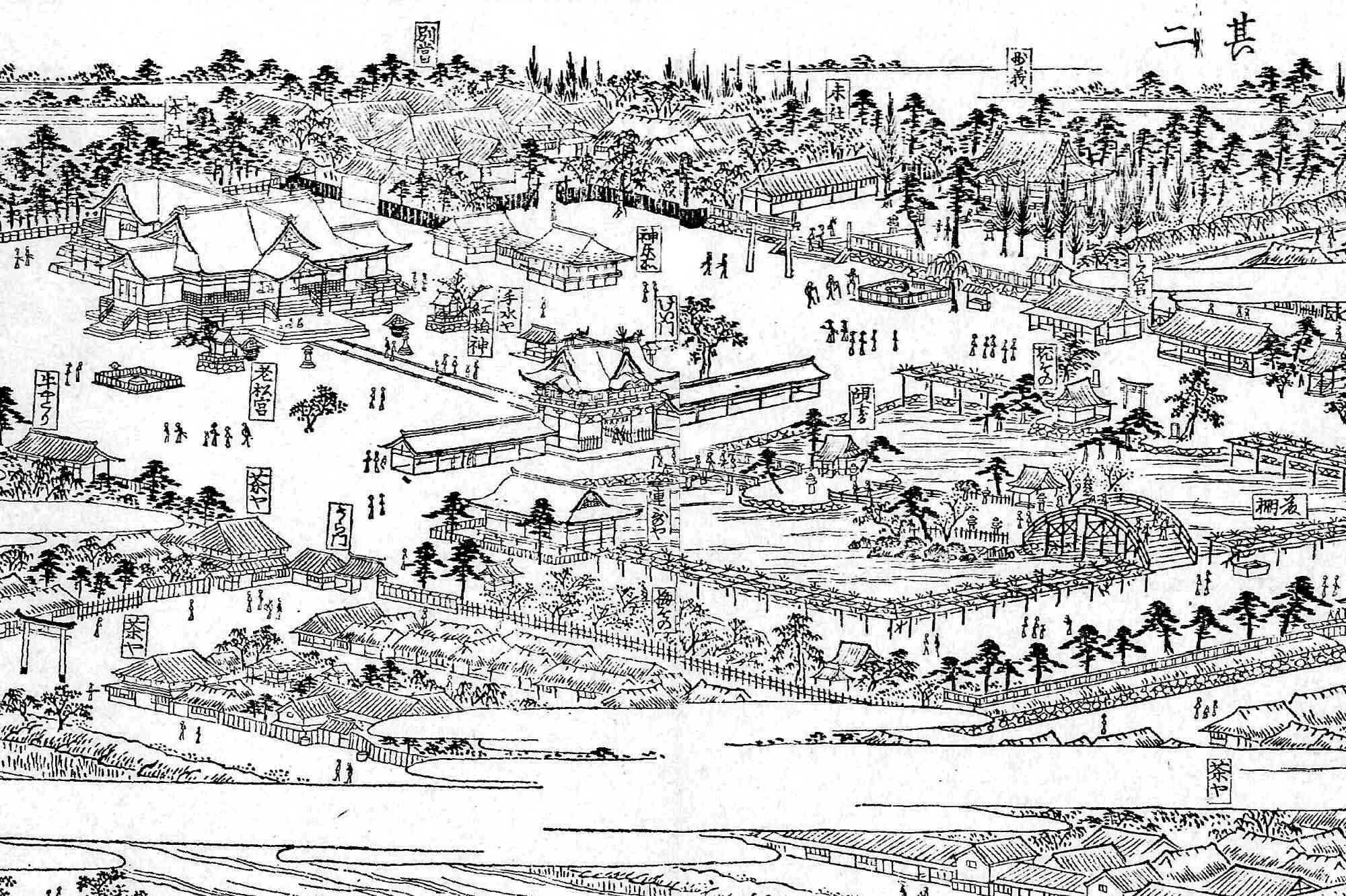
1836
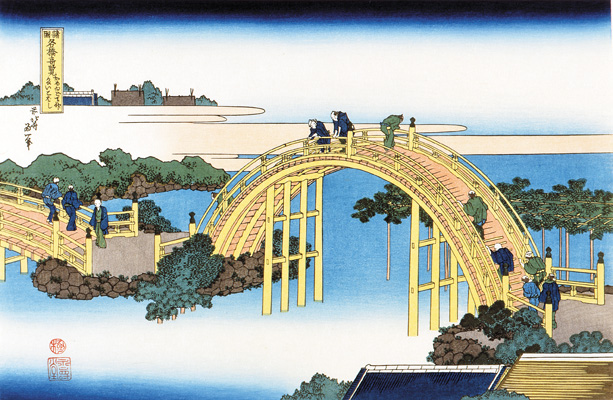
葛飾北斎
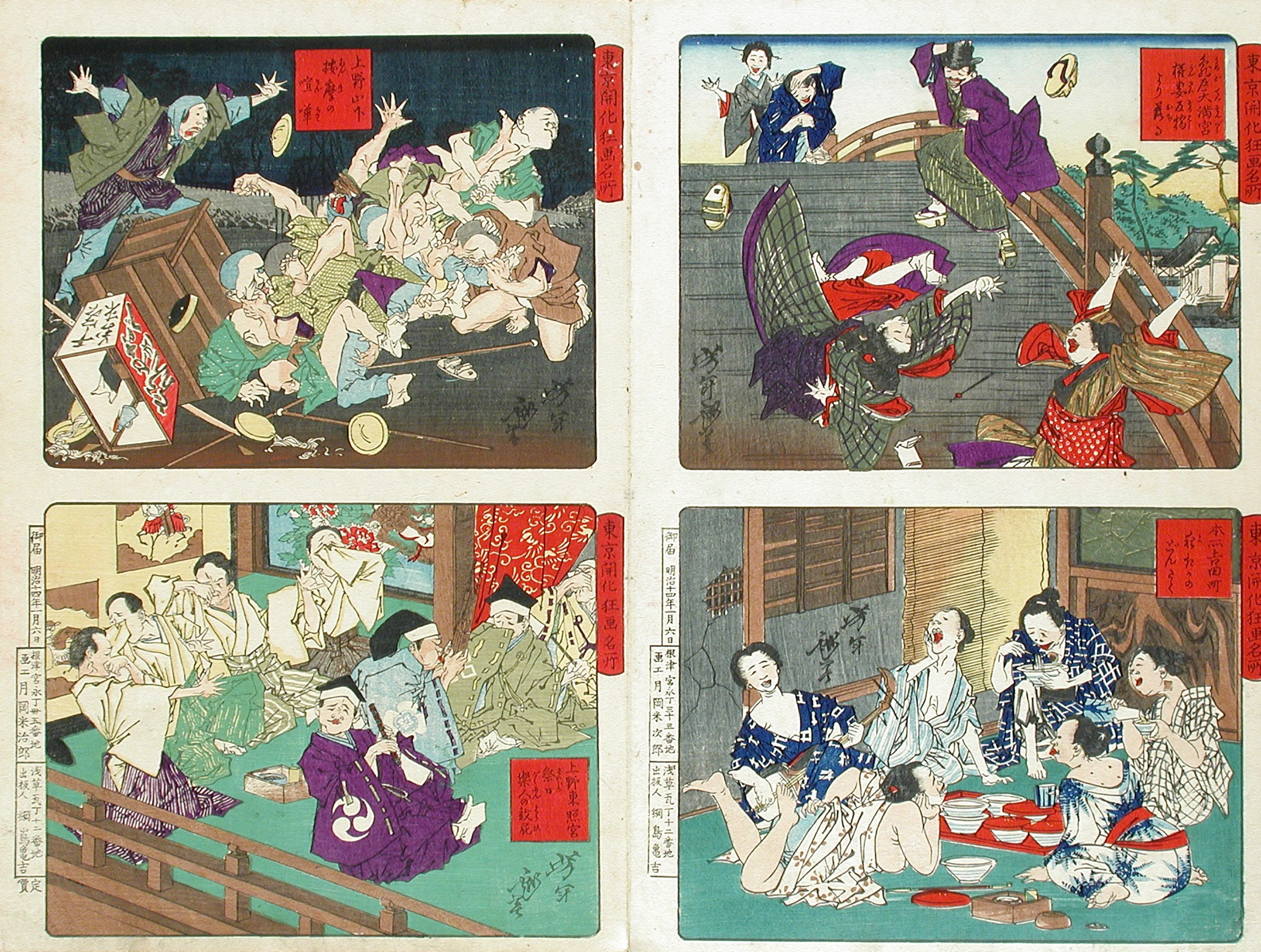
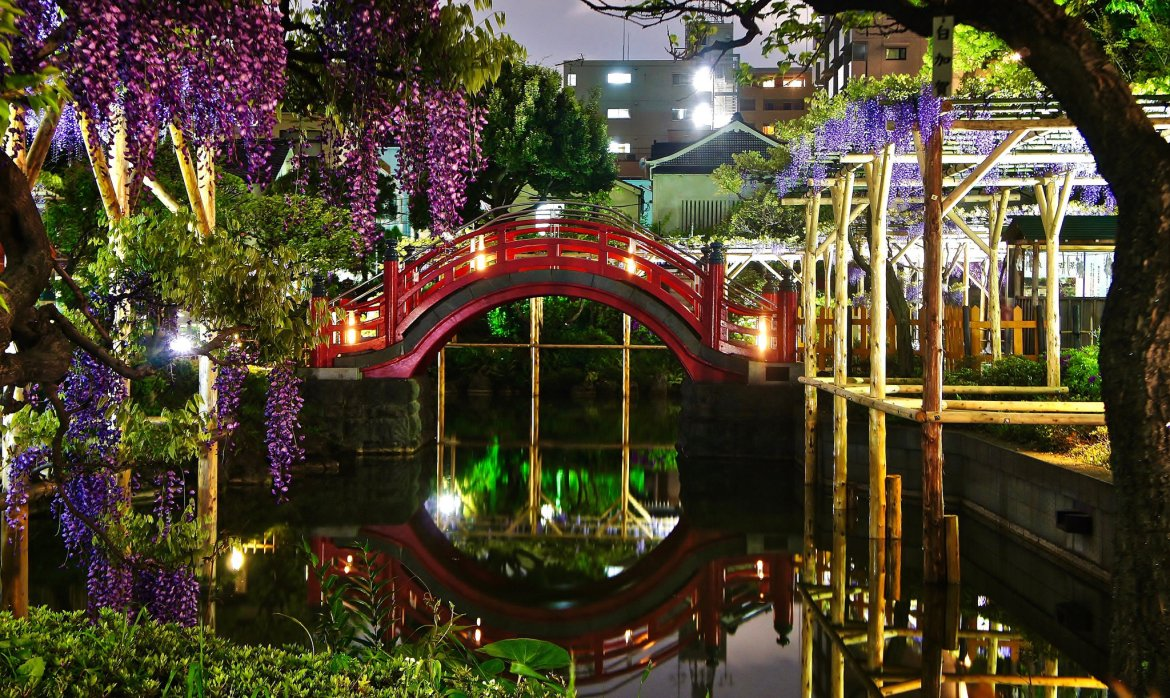
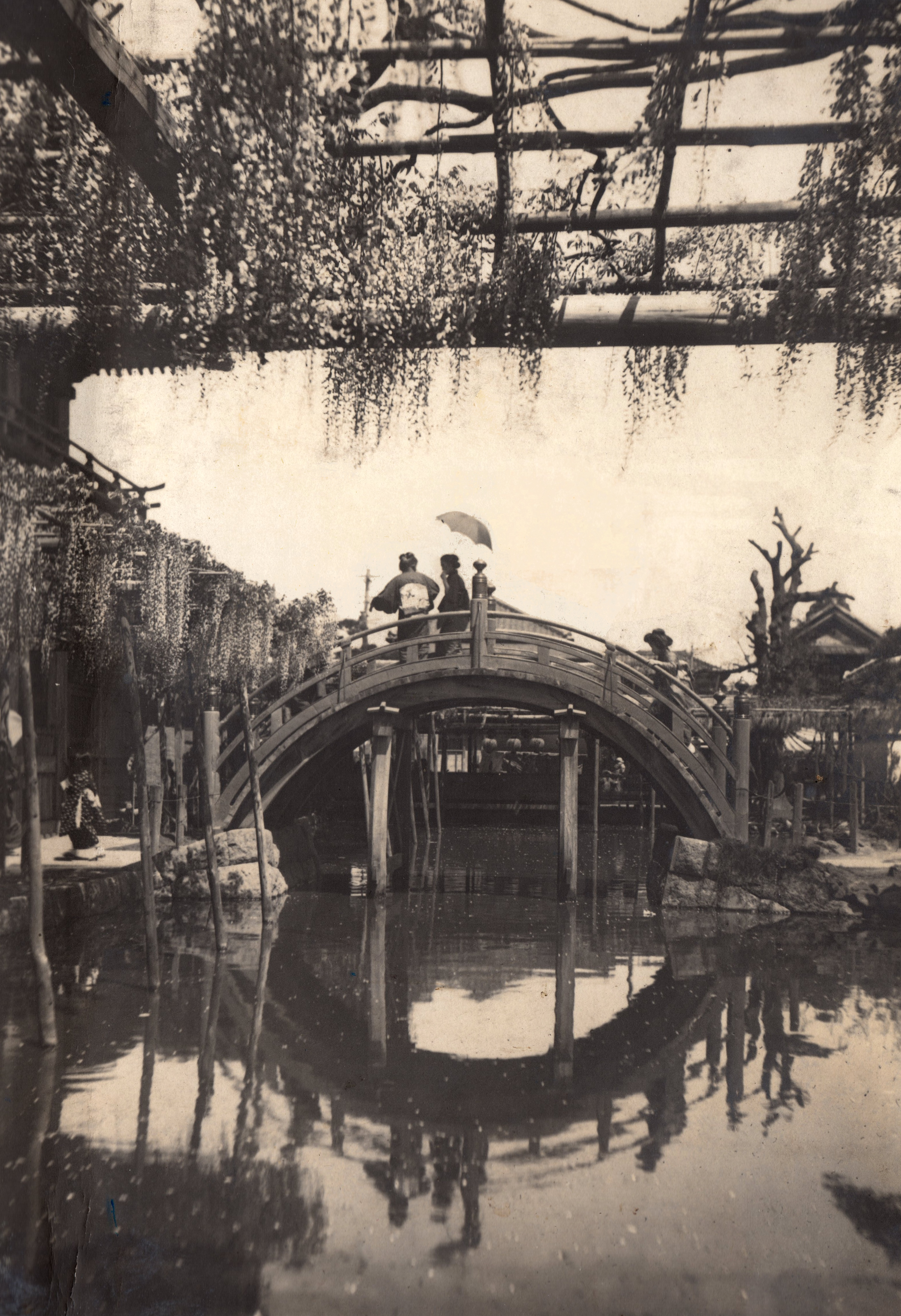
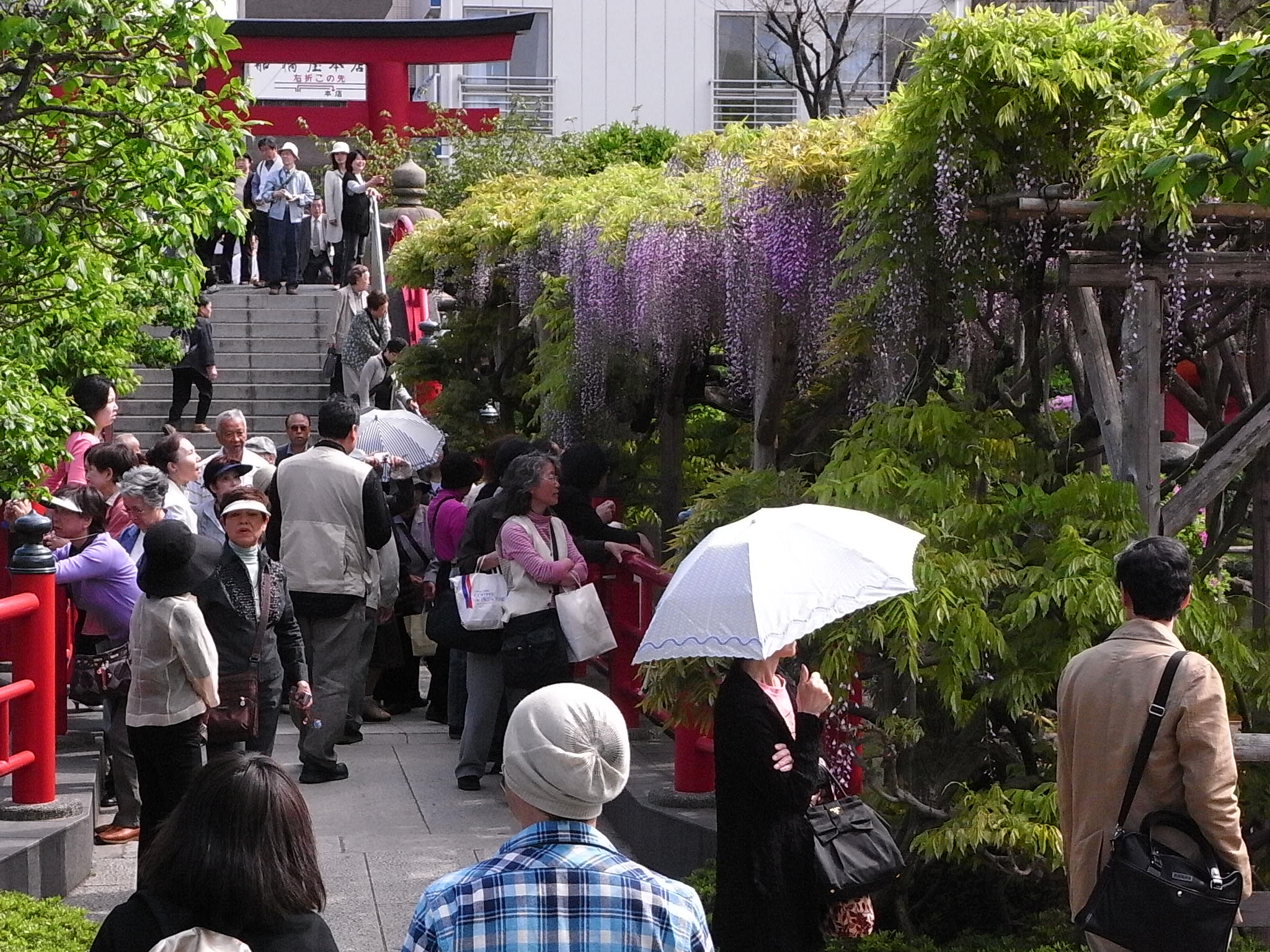
多花紫藤
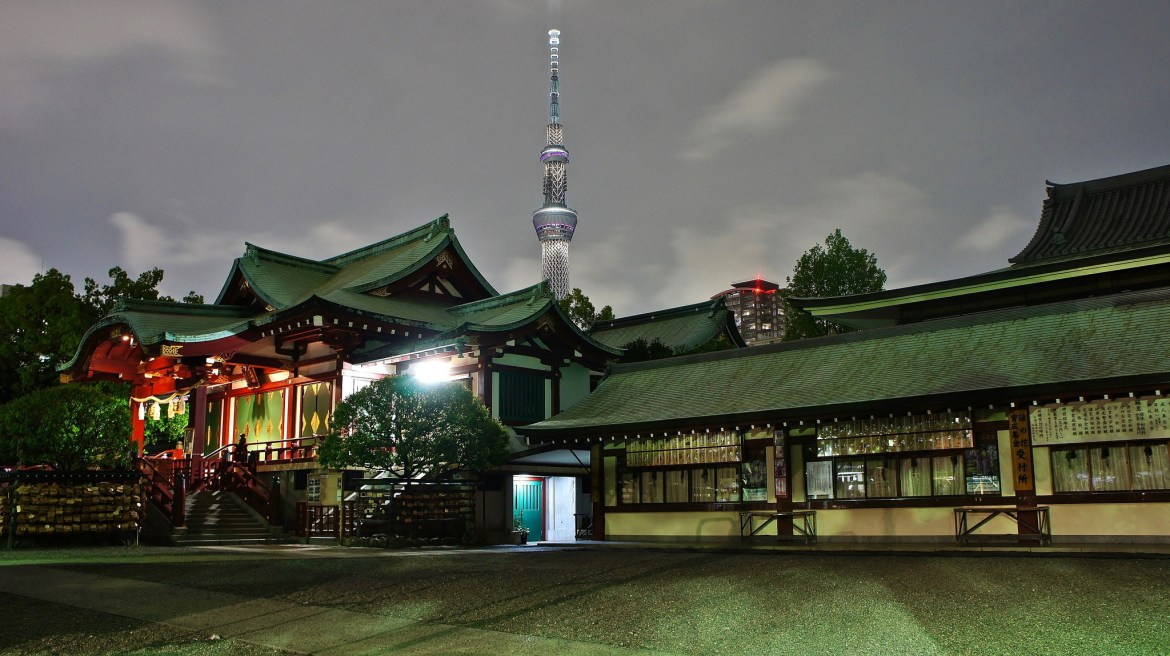
東京晴空塔（遠景）
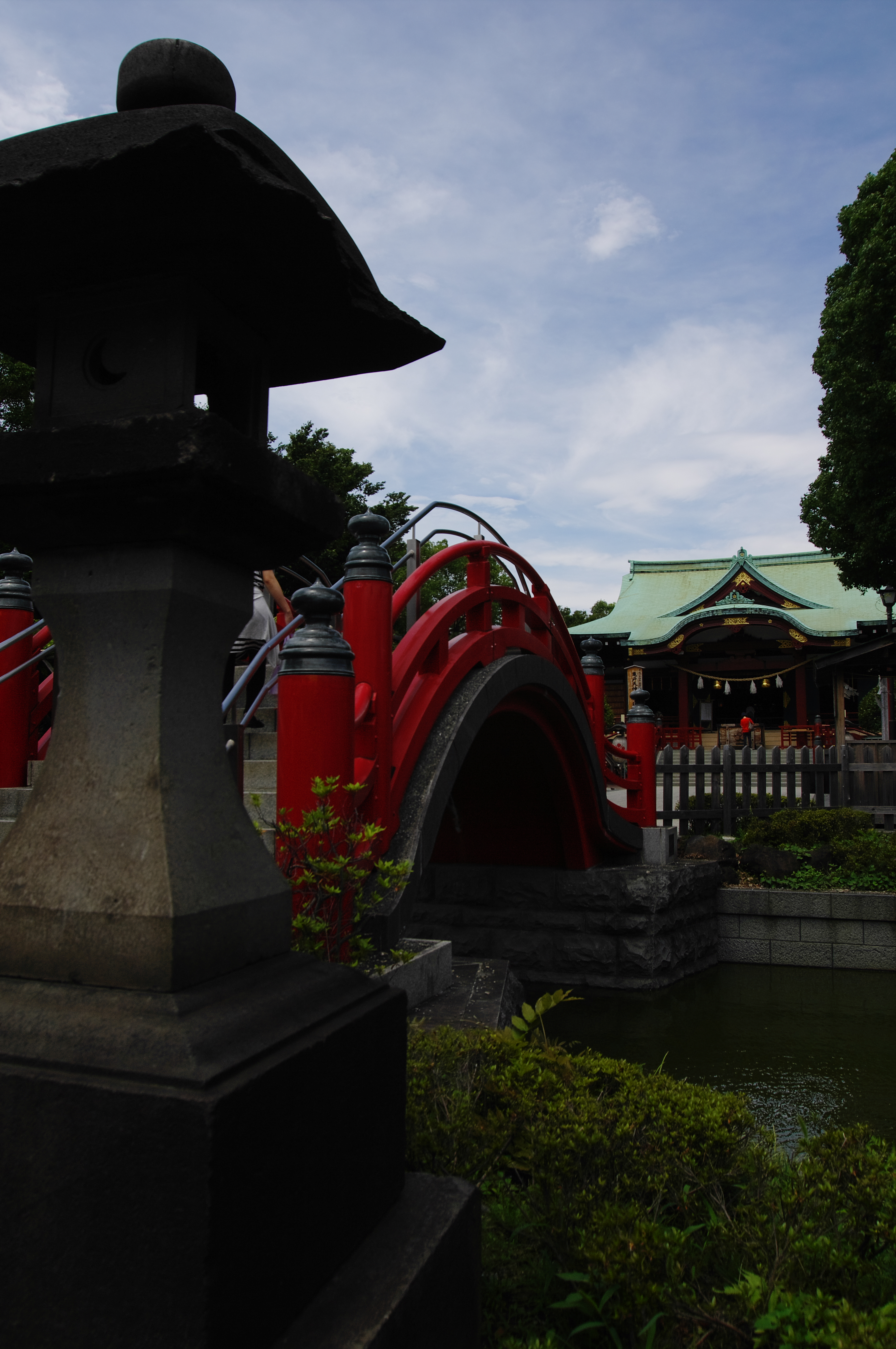